# Antony C. Sutton

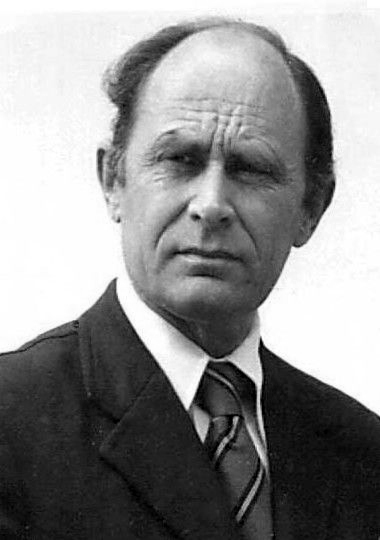
Antony C. Sutton (1984)

Antony Cyril Sutton (* 14. Februar 1925; † 17. Juni 2002) war ein britischer Ökonom, Historiker und Schriftsteller.
Sutton studierte an den Universitäten von London, Göttingen und Kalifornien und erhielt seinen D.Sc. Grad von der University of Southampton, England. Er war Ökonomie-Professor an der California State University, Los Angeles und Forschungsstipendiat an der Hoover Institution der Stanford University von 1968 bis 1973.
Suttons Werke beschäftigen sich bevorzugt mit allgemein unbekannten Handels- und Finanzbeziehungen der amerikanischen Wirtschaftselite („Wall Street“) zu Staaten und Institutionen, die deren erklärte Gegner waren. Hierzu gehören Wall Street and the Bolshevik Revolution (1974), Wall Street and FDR (1975) sowie Wall Street and the Rise of Hitler (1976). Im Besonderen machte Sutton die rechtshegelianisch inspirierten Konzeptionen der an der Yale University domizilierten Vereinigung Skull & Bones für dieses Phänomen verantwortlich. Das sich hiermit befassende Buch America's Secret Establishment: An Introduction to the Order of Skull and Bones (1983) hielt er für sein wichtigstes. Demnach soll die Studentenverbindung die treibende Kraft hinter der bewussten Förderung sich feindlich gegenüberstehender Mächte sein, die die USA angeblich betrieben, um aus den so geschürten Konflikten Profit zu schlagen. Der Historiker Marian Füssel reiht dieses Narrativ Suttons ein in die zahlreichen verschwörungstheoretischen Deutungen zu Skull and Bones.

## Publikationen
- Western Technology and Soviet Economic Development 1917–1930 (1968)
- Western Technology and Soviet Economic Development 1930–1945 (1971)
- Western Technology and Soviet Economic Development 1945–1965 (1973)
- National Suicide: Military Aid to the Soviet Union (1973)
  - Der leise Selbstmord. Amerikas Militärhilfe an Moskau, Schweizerisches Ost-Institut, Bern, (1976), ISBN 978-3859130913
- What Is Libertarianism? (1973)
- Wall Street and the Bolshevik Revolution (1974, 1999)
- Wall Street and the Rise of Hitler (1976, 1999)
  - Wall Street und der Aufstieg Hitlers. Perseus, Basel 2009, ISBN 978-3-907564-69-1
- Wall Street and FDR (1976, 1999)
  - Roosevelt und die internationale Hochfinanz: Die Weltverschwörung in der Wallstreet Nr. 120, Grabert-Verlag (1990), ISBN 978-3878471073
- The War on Gold: How to Profit from the Gold Crisis (1977)
- Energy: The Created Crisis (1979)
- The Diamond Connection: A manual for investors (1979)
- Trilaterals Over Washington – Volume I (1979; mit Patrick M. Wood)
  - Vol. II. (1980; mit Patrick M. Wood)
- Gold vs. Paper: A cartoon history of inflation (1981)
- Investing in Platinum Metals (1982)
- Technological Treason: A catalog of U.S. firms with Soviet contracts 1917–1982 (1982)
- America's Secret Establishment: An Introduction to the Order of Skull & Bones (1983, 1986, 2002) (Online-Version; PDF; 11,3 MB (Memento vom 5. Dezember 2006 im Internet Archive))
  - Amerikas geheimes Establishment: Eine Einführung in den Skull & Bones Orden, 3-tlg., Books on Demand (2019), ISBN 978-3749428953, ISBN 978-3749439898, ISBN 978-3734792014
- How the Order Creates War and Revolution (1985)
- How the Order Controls Education (1985)
- The Best Enemy Money Can Buy (1986)
- The Two Faces of George Bush (1988)
- The Federal Reserve Conspiracy (1995)
  - Die Federal Reserve Verschwörung, Books on Demand (2019), ISBN 978-3750430723
- Trilaterals Over America (1995) (Online-Version; PDF; 1,2 MB (Memento vom 5. Dezember 2006 im Internet Archive))
- Cold Fusion: Secret Energy Revolution (1997)
- Gold For Survival (1999)